# Принцип сохранения области
Принцип сохранения области — важное утверждение в комплексном анализе о свойствах голоморфных функций. Теорема указывает на разницу между голоморфностью и вещественной дифференцируемостью.
Формулировка
Если множество {\displaystyle G\subset \mathbb {C} } открыто, а функция {\displaystyle f} аналитична на множестве {\displaystyle G} и не равна тождественно постоянной, то образ этого множества {\displaystyle f(G)} также будет открытым множеством.
Замечания
Данное утверждение на самом деле представляет собой частный случай так называемой теоремы Банаха — Шаудера об открытом отображении из курса функционального анализа.